# Lisa Munthe
Lisa Claire Munthe, född 23 augusti 1974 i Stockholm, är en svensk regissör och manusförfattare.
Munthe studerade spelfilmsregi vid Dramatiska Institutet 1998–2002. Mest uppmärksammad har hon dock blivit för den Guldbaggebelönade dokumentärfilmen Armbryterskan från Ensamheten (2004).
Lisa Munthe är dotter till musikern Lorne de Wolfe, syster till regissören Martin Munthe och svägerska till filmkritikern Emma Gray Munthe.

## Filmografi i urval
- 2001 – Rymningen (kortfilm)
- 2002 – En andra chans (kortfilm)
- 2004 – Armbryterskan från Ensamheten
- 2005 – Parasiten (kortfilm)
- 2007 – Tid att gå (kortfilm)